# Hydrocynus goliath
A Hydrocynus goliath a csontos halak (Osteichthyes) főosztályának sugarasúszójú halak (Actinopterygii) osztályába, ezen belül a pontylazacalakúak (Characiformes) rendjébe és az Alestidae családjába tartozó faj.

## Előfordulása

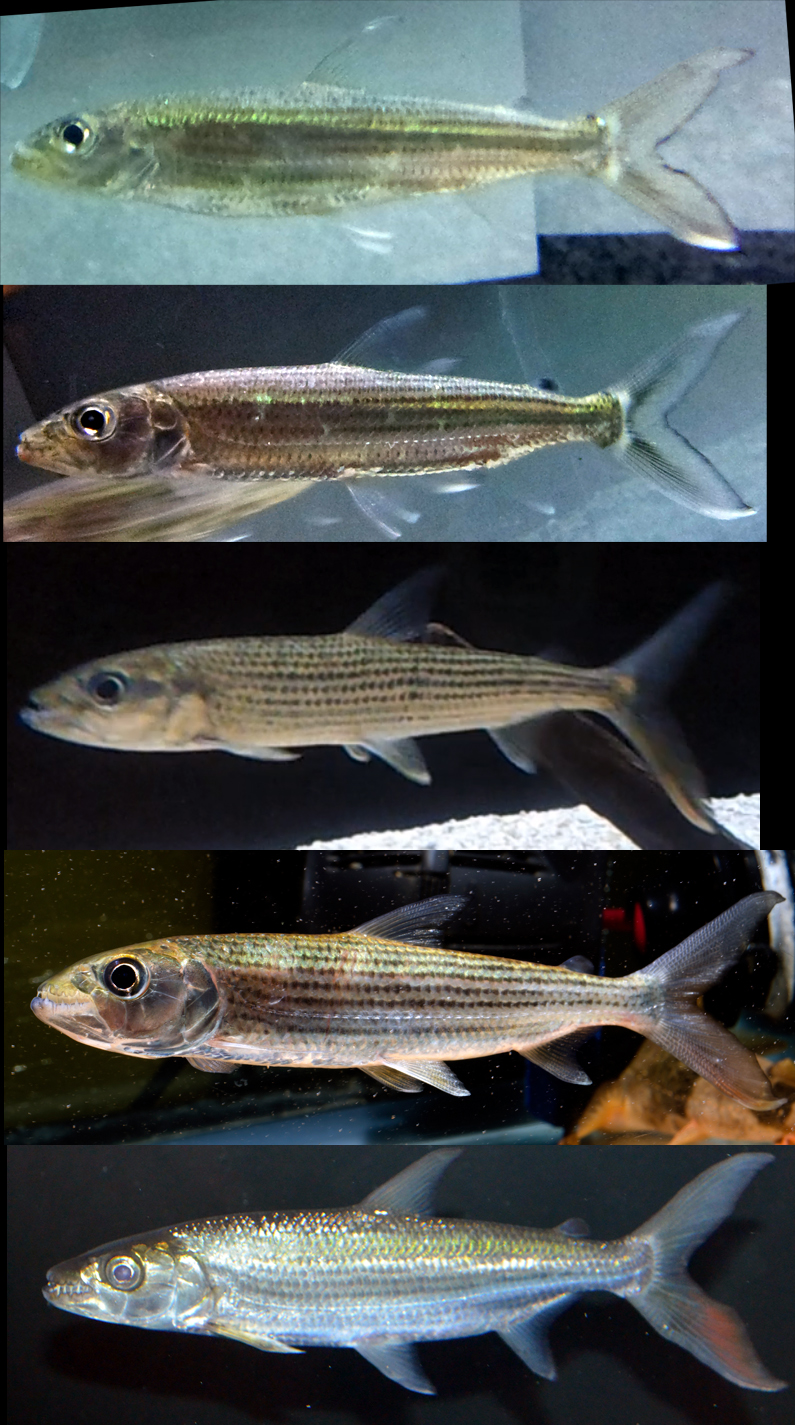
Fentről az 5. a Hydrocynus goliath

A Hydrocynus goliath előfordulási területe Afrika tavaiban és folyóiban van. A Kongó és a Lualaba folyók medencéiben, valamint az Upemba- és a Tanganyika-tavakban található meg.

## Megjelenése
Ez a hal elérheti a 133 centiméteres hosszúságot. A legnehezebb kifogott példány 50 kilogrammot nyomott.

## Életmódja
Trópusi és édesvízi ragadozó hal, amely a nagy folyók és tavak nyílt részein él. Főleg a felszín közelében tartózkodik, ahol más halakra vadászik. A 23-26 Celsius-fokos vízhőmérsékletet és a 6,5-7,5 pH értékű vizet kedveli.

## Felhasználása
Az elterjedési területén élő emberek ipari mértékben halásszák a Hydrocynus goliathot. Ezt a halat a sporthorgászok is kedvelik.